# Videobox (programma televisivo 1988)
Videobox (conosciuto anche come Spettabile Rai e Spettabile Rai - Videolettere a Va Pensiero) è stato un programma televisivo italiano, andato in onda su Rai 3, generalmente il sabato e la domenica sera, dal 23 novembre 1988 al 7 ottobre 1989, ideato da Stefano Balassone e Bruno Voglino.

## Format
Il programma veniva realizzato grazie ad una cabina, chiamata "videobox", dotata di un'apparecchiatura in grado di registrare brevi video in modo automatico premendo un pulsante, lasciata a disposizione di persone comuni nella libreria Rizzoli di Corso Emanuele a Milano e successivamente anche a Napoli e Roma.
In una puntata della trasmissione comparve l'allora sconosciuto ventenne Giovanni Floris che lasciò un videomessaggio di natura scherzosa.

## Influenza culturale
Nell'ottobre 1989 il gruppo giovanile della DC di Asti installò in città una analoga cabina "videobox", su modello della trasmissione televisiva, per raccogliere le opinioni dei cittadini, specie dei più giovani, sull'amministrazione comunale e sui problemi della città.
La rubrica Videobocs nel programma Mai dire Gol di Italia 1 era realizzata su modello della trasmissione di Rai 3.